# Seznam evroposlancev iz Estonije (2004–2009)
Seznam evroposlancev iz Estonije' v mandatu 2004-2009.

## Seznam
- Toomas Hendrik Ilves, Socialna demokratska stranka (Stranka evropskih socialistov)
- Tunne Kelam, Zveza očetnjave (Evropska ljudska stranka - Evropski demokrati)
- Marianne Mikko, Socialna demokratska stranka (Stranka evropskih socialistov)
- Siiri Oviir, Estonska centralistična stranka (Skupina zavezništva liberalcev in demokratov za Evropo)
- Toomas Savi, Estonska reformna stranka (Skupina zavezništva liberalcev in demokratov za Evropo)
- Andres Tarand, Socialna demokratska stranka (Stranka evropskih socialistov)